# Maad a Sinig Coumba Ndoffène Fandepp Diouf
Maad a Sinig Coumba Ndoffène Fandepp Diouf – également connu sous le nom de Coumba Ndoffène II – est un ancien roi du Sine. Maad a Sinig (ou Mad a Sinig, Maad Sine) signifie « roi du Sine » en langue sérère,,,,.
Il n'y a pas de consensus sur les dates exactes du règne de Maad a Sinig Coumba Ndoffène Fandepp Diouf. Selon certains, il aurait régné de 1898 à 1924, – ce qui semble confirmé par les sources écrites disponibles à l'époque. D'autres historiens pensent qu'il régna de 1897 ou 1898 à 1923 – ce qui semble plutôt conforté par la tradition orale sérère. D'après cette tradition, le roi était très malade avant sa mort et régna pendant 27 hivers (soit 27 ans) avant l'arrivée au pouvoir de son successeur Maad a Sinig Mahecor Diouf. Une période de deuil suivit la mort du roi et il fallut un peu de temps pour se préparer à la cérémonie du couronnement de Maad Mahecor Diouf, conformément à la coutume et à la tradition sérères,. Maad Mahecor Diouf accéda au trône en 1924, plus précisément selon certains, le 28 janvier 1924. Il y a cependant un consensus quant à l'année de la mort de Maad a Sinig Coumba Ndoffène Fandepp. Les historiens, même ceux qui envisagent un règne de 1898 à 1924, sont d'accord sur le fait qu'il mourut en 1923, ou parfois plus précisément le 21 décembre 1923 à Diakhao.
Maad a Sinig Coumba Ndoffène Fandepp Diouf ne doit pas être confondu avec son grand-oncle Maad a Sinig Coumba Ndoffène Famak Diouf – également connu sous le nom de Coumba Ndoffène Ier – qui régna de 1853 à août 1871. Famak (ou Fa mak) signifie « l'aîné » en langue sérère. Fandepp (ou Fa ndepp ou Fandeb) signifie « le jeune » en sérère.

## Succession
Lorsque son prédécesseur Maad Mbacké Ndepp N'Diaye meurt, il ne laisse aucun héritier direct au trône (buumi). Comme Coumba Ndoffène Fandepp est alors le thilas, c'est-à-dire le deuxième sur la liste de succession, c'est lui qui est nommé roi du Sine. Il appartient à la maison royale de Bouré Gnilane Diouf.

## Ingérence française
La succession de Maad Coumba Ndoffène Fandepp fut mal accueillie par l'administration française au Sénégal, en particulier par l'administrateur Hippolyte Alsace. Le Conseil des nobles qui étaient chargés d'élire les rois de la famille royale fut informé par Alsace qu'il n'entérinerait pas leur choix. Le noble Conseil objecta qu'ils avaient fait leur choix et que le peuple du Sine avait désigné Maad Coumba Ndoffène Fandepp comme roi. Cette réponse mécontenta l'administration française. Le Sine fut découpé en cantons, on nomma Maad Coumba Ndoffène Fandepp chef supérieur de l'Est de Sine et son rival Coumba Djimbit chef supérieur de l'Ouest du Sine. L'ingérence de l'administration française au Sine et sa tentative de diviser le Sine en cantons étaient vouées à l'échec. Alors qu'en théorie Maad Coumba Ndoffène Fandepp n'était un simple chef, en pratique il était le roi du Sine. Les Sérères du Sine l'avaient élu et ils étaient réticents à l'idée de se soumettre aux ordres de n'importe qui d'autre. Les failles de ce système apparurent clairement lorsque la population sérère du Sine-Ouest refusa de payer ses impôts. Quand l'administrateur Victor Valantin se rendit au Sine-Ouest en mars 1899 afin de forcer la population à payer ses impôts, les Sérères du Sine-Ouest cachèrent leurs enfants, leurs femmes et leurs animaux, et prirent les armes. Valantin et ses accompagnateurs furent contraints à une retraite précipitée. Les relations entre l'administration française et la noblesse sérère du Sine se détériorèrent encore davantage quand l'administrateur Charles Lefilliâtre écrivit au prince Léopold Diouf, secrétaire privé du roi, lui disant qu'« il n'y avait plus de roi », puis à Maad Coumba Ndoffène Fandepp en le traitant de «  simple chef et rien de plus ». Lefilliâtre se rétracta plus tard et devint le principal soutien de Maad Coumba Ndoffène Fandepp au sein de l'administration française.

## Leadership
En 1901 Maad Coumba Ndoffène Fadepp réussit à empêcher la création d'une mission chrétienne à Diohine et à maintenir l'Église hors du Sine. Quand le fils de Lat Dior, (roi du Cayor et du Baol), mécontent, essaye d'incriminer Amadou Bamba en l'accusant de boulochage armes[pas clair] en vue de lancer une guerre contre l'administration française, les Français intentent un procès à Amadou Bamba. Bien que Maad Coumba Ndoffène Fandepp soit un adepte de la religion sérère et non un musulman, il est le seul à prendre la défense d'Amadou Bamba. Il demande à l'administration française de le libérer, les accusations proférées contre lui n'étant que des mensonges. Amadou Bamba est relâché et toutes les fausses accusations portées contre lui sont retirées,.
Maad Coumba Ndoffène Fandepp fut un chef efficace et ses pouvoirs étaient bien réels en dépit des directives françaises. Un jour on demanda à Farba Diouf  – le fils de Maad Coumba Ndoffène Fandepp qui se convertira lui-même plus tard – si son père avait un jour envisagé de se convertir à l'islam. Il répondit : « Jamais! ».

## Postérité
Léopold Sédar Senghor, poète et premier président du Sénégal, magnifia le dernier roi du Sine dans son célèbre poème « Joal » en 1945. Il y décrit de manière homérique toute la noblesse du cérémonial qui entourait le roi en disant qu'il se souvenait encore à l'âge adulte « des fastes du Couchant où le dernier roi du Sine voulait faire tailler son manteau royal ».
Chaque année la famille Mbacké – les descendants d'Amadou Bamba Mbacké – rendent grâce à la famille Diouf du Sine, en souvenir de la journée où Maad a Sinig Coumba Ndoffène Fandepp prit la défense d'Amadou Bamba contre de fausses accusations. L’évènement, qui est célébré les 7 et 13 juin de chaque année, alternativement à Darou Marnane et à Diakhao, est marqué par de grandes cérémonies.